# Fritz Teufel
Pour les articles homonymes, voir Teufel.
Fritz Teufel (né le 17 juin 1943 à Ingelheim et mort le 6 juillet 2010 à Berlin) est un militant politique de gauche, participant actif du mouvement étudiant et membre du Mouvement du 2 Juin. 

## Publication
- Ronald Fritzsch, Gerald Klöpper, Ralf Reinders et Fritz Teufel, Mouvement du 2 juin, les irréductibles de Berlin, Les Temps modernes, n°396-397, juillet-août 1979, [lire en ligne].